# رودولف دگرمارک
رودولف دگرمارک (انگلیسی: Rudolf Degermark; ۱۹ ژوئیهٔ ۱۸۸۶ – ۲۱ مهٔ ۱۹۶۰) ژیمناست هنری، و اهالی کسب‌وکار اهل سوئد بود.